# اچ‌ام‌اس آریل (۱۸۹۷)

{{Infobox ship characteristics
اچ‌ام‌اس آریل (۱۸۹۷) (به انگلیسی: HMS Ariel (1897)) یک کشتی بود که طول آن ۲۱۰ فوت (۶۴ متر) Length overall بود. این کشتی در سال۱۸۹۷ (میلادی)|۱۸۹۷]] ساخته شد.